# سطح قیمت
سطح عمومی قیمت (به انگلیسی:general price level) معیاری فرضی از قیمت‌های کلی برای مجموعه ای از کالاها و خدمات (سبد مصرف‌کننده)، در یک اقتصاد یا اتحادیه پولی در یک بازه زمانی معین (عموما یک روز) است که نسبت به برخی از مجموعه‌های پایه نرمالایز شده‌است. به‌طور معمول، سطح عمومی قیمت با یک شاخص قیمت روزانه، به‌طور معمول شاخص قیمت مصرف‌کننده روزانه (CPI)، تقریب زده می‌شود. سطح عمومی قیمت می‌تواند بیش از یک بار در روز در طول پدیده ابرتورم تغییر یابد.

## مبانی نظری
دوگانگی کلاسیک این فرض است که تمایز نسبتاً مشخصی بین افزایش یا کاهش کلی قیمت‌ها و متغیرهای اقتصادی «اسمی» اساسی وجود دارد؛ بنابراین، اگر قیمت‌ها به‌طور کلی افزایش یا کاهش یابد، فرض می‌شود که این تغییر را می‌توان به صورت زیر تجزیه کرد:
با وجود یک مجموعه داده شده {\displaystyle C} از کالاها و خدمات، ارزش کل معاملات {\displaystyle C} در زمان {\displaystyle t} برابر است با:
{\displaystyle \sum _{c\,\in \,C}(p_{c,t}\cdot q_{c,t})=\sum _{c\,\in \,C}[(P_{t}\cdot p'_{c,t})\cdot q_{c,t}]=P_{t}\cdot \sum _{c\,\in \,C}(p'_{c,t}\cdot q_{c,t})}
{\displaystyle q_{c,t}\,} نشان دهنده کمیت {\displaystyle c} در زمان {\displaystyle t} است
{\displaystyle p_{c,t}\,} نشان دهنده قیمت غالب {\displaystyle c} در زمان {\displaystyle t} است
{\displaystyle p'_{c,t}} نشان دهنده قیمت «واقعی» {\displaystyle c} در زمان {\displaystyle t} است
و {\displaystyle P_{t}} سطح قیمت در زمان {\displaystyle t} می‌باشد.
سطح عمومی قیمت از این جهت از یک شاخص قیمت متمایز می‌شود که وجود اولی به دوگانگی کلاسیک بستگی دارد، در حالی که دومی صرفاً یک محاسبه است و بسیاری از این موارد صرف نظر از معنی دار بودن آنها امکان‌پذیر خواهند بود.

## اهمیت
اگر واقعاً توانستیم یک بخش سطح عمومی قیمت را متمایز می‌کنیم، آنگاه می‌توانیم تفاوت قیمت‌های کلی بین دو منطقه یا بازه زمانی را اندازه‌گیری کنیم. به عنوان مثال، نرخ تورم را می‌توان به نحو زیر اندازه‌گیری کرد:
{\displaystyle {\frac {(P_{t_{1}}-P_{t_{0}})/P_{t_{0}}}{t_{1}-t_{0}}}}
همچنین رشد یا انقباض اقتصادی «واقعی» را می‌توان با کاهش قیمت تولید ناخالص داخلی یا معیارهای دیگر از تغییرات قیمت با فرمول زیر تشخیص داد:
{\displaystyle {\frac {(GDP)_{t_{1}}}{P_{t_{1}}}}-{\frac {(GDP)_{t_{0}}}{P_{t_{0}}}}}

## اندازه‌گیری سطح قیمت
شاخص‌های قابل استفاده عبارتند از: شاخص قیمت مصرف‌کننده (CPI), «Default Price Deflator»، و شاخص قیمت تولیدکننده (به انگلیسی:Producer Price Index).
شاخص‌های قیمت نه تنها بر نرخ تورم تأثیر می‌گذارند، بلکه بخشی از تولید واقعی و بهره‌وری هستند.

## استنادات
1. ↑  SAMUELSON, P. A. , NORDHAUS, W. D. Ekonomie. 19. vydání. Praha: NS Svoboda, 2013. 715 s. شابک ‎۹۷۸−۸۰−۲۰۵−۰۶۲۹−۰.